# Tokarki Drugie
Tokarki Drugie – wieś w Polsce, w województwie wielkopolskim, w powiecie konińskim, w gminie Kazimierz Biskupi.
Do 2023 miejscowość była częścią wsi Tokarki.
W latach 1975–1998 Tokarki Drugie administracyjnie należały do województwa konińskiego.